# Safari (雑誌)
『Safari』（サファリ）は、日之出出版が発行する男性向けファッション&ライフスタイル誌。毎月25日発売。

## 概要
男性ミドルエイジ（30 - 40代）を中心読者とするファッション&ライフスタイル誌。ハリウッドセレブのファッションやライフスタイルをお手本にし、都会的なセンスと、ビーチカルチャーが共存した新しいライフスタイルを提案している。リラックスした空気感と上質感へのこだわりを持ち、オンとオフをナチュラルに使い分けできる、そんな大人な男性へ向けて、ファッションだけでなく、クルマ、時計、食など様々なテーマを扱う。

## 歴史
- 2003年  - 創刊

## 日之出出版の他の雑誌
- FINEBOYS
- Fine